# 슈코더르주

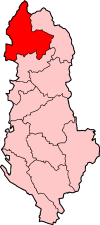
슈코더르 주의 위치

슈코더르주(알바니아어: Qarku i Shkodrës)는 알바니아 북서부에 위치한 주로 주도는 슈코더르이며 면적은 3,562km2, 인구는 257,018명(2001년 기준)이다. 북쪽과 서쪽으로는 몬테네그로와 국경을 접하고 있고 남서쪽으로는 아드리아해와 접한다. 남쪽으로는 레저주, 동쪽으로는 쿠커스 주와 접한다. 3개 현(말러시에마데현, 푸커현, 슈코더르현)을 관할한다.

## 인구
| 연도  | 인구    | ±%     |
| ----- | ------- | ------ |
| 1950  | 121,208 | —      |
| 1960  | 150,774 | +24.4% |
| 1969  | 190,036 | +26.0% |
| 1979  | 234,028 | +23.1% |
| 1989  | 285,258 | +21.9% |
| 2001  | 256,473 | −10.1% |
| 2011  | 215,347 | −16.0% |
| 2023  | 154,479 | −28.3% |
| 출처: |         |        |

## 같이 보기
- 알바니아의 행정 구역